# Het Hofje Schipluiden
Het Hofje is een gemeentelijk monument aan het begin van de Dorpsstraat in Schipluiden, in de Nederlandse gemeente Midden-Delfland. Het rijtje huizen bestaat uit vijf woningen met als straatnaam Hofje. Het geelbakstenen blok staat west van de Hervomde kerk. Het Hofje is bereikbaar via het Kerkplein. Aan de rechterzijde bevindt zich een nauwe steeg. De woningen zijn gespiegeld ten opzichte van elkaar. 

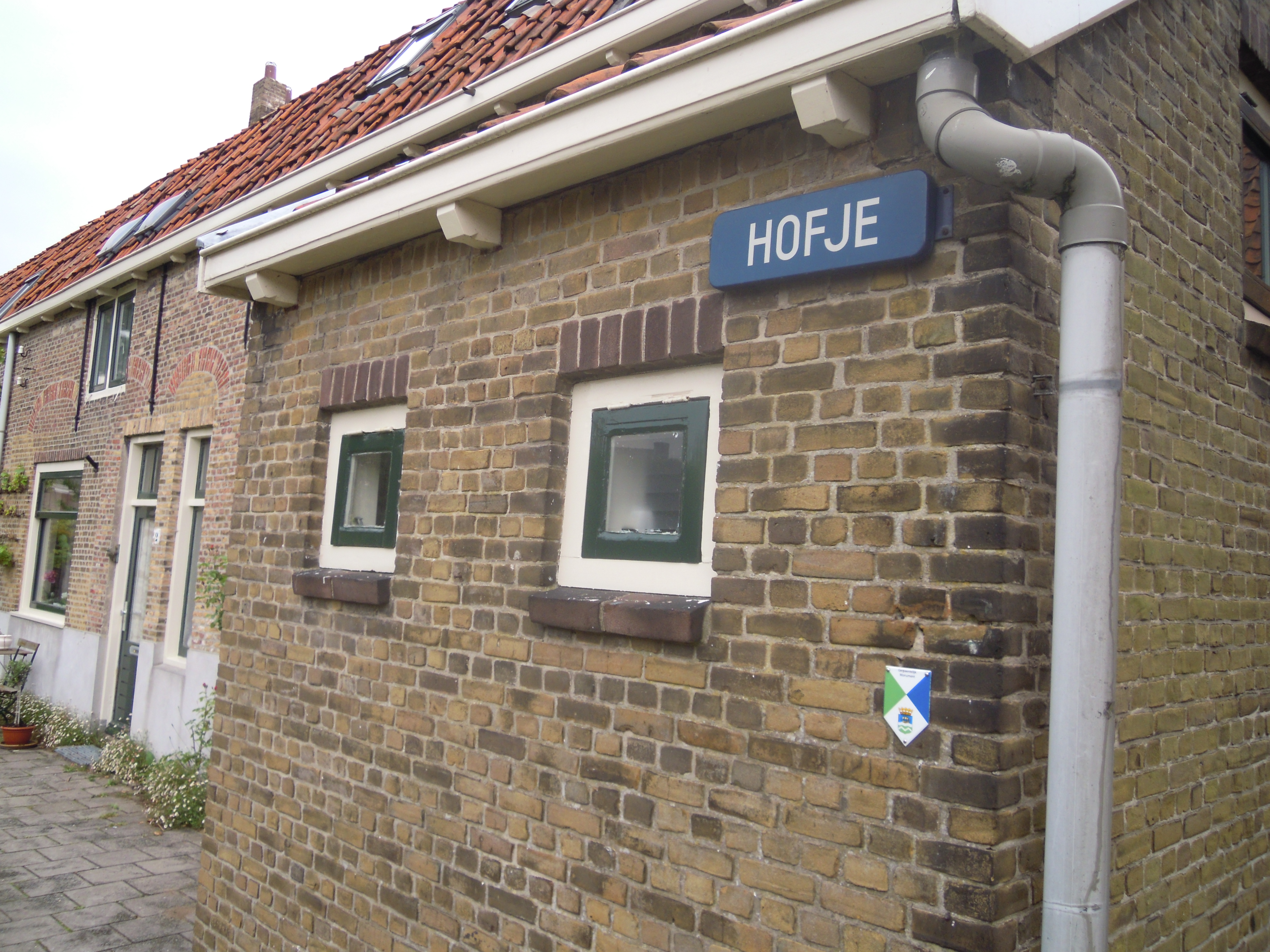
Monument "Het Hofje"

## Geschiedenis
Het Hofje was oorspronkelijk geen boerderij, al lijken de indeling, de plaats van de kelder in de kop en het brede achterhuis daar wel op te wijzen. Maar omdat er geen erf en slechts een stalling bij was werd het pand waarschijnlijk oorspronkelijk als woning gebruikt. Omstreeks 1765 is het omgebouwd tot vier woningen die net als alle hofjes in gebruik waren als woonruimte voor armen. De uitbreiding met een vijfde woning is nog te herkennen in de gevel waarin zich een verticale naad in het metselwerk bevindt. De naam hofje is waarschijnlijk een verwijzing naar het kerkhof dat tot de twintigste eeuw aan het gebouw grensde. 
Het Hofje is eigendom van de diaconie van de protestantse gemeente Schipluiden.